# 康寧公司

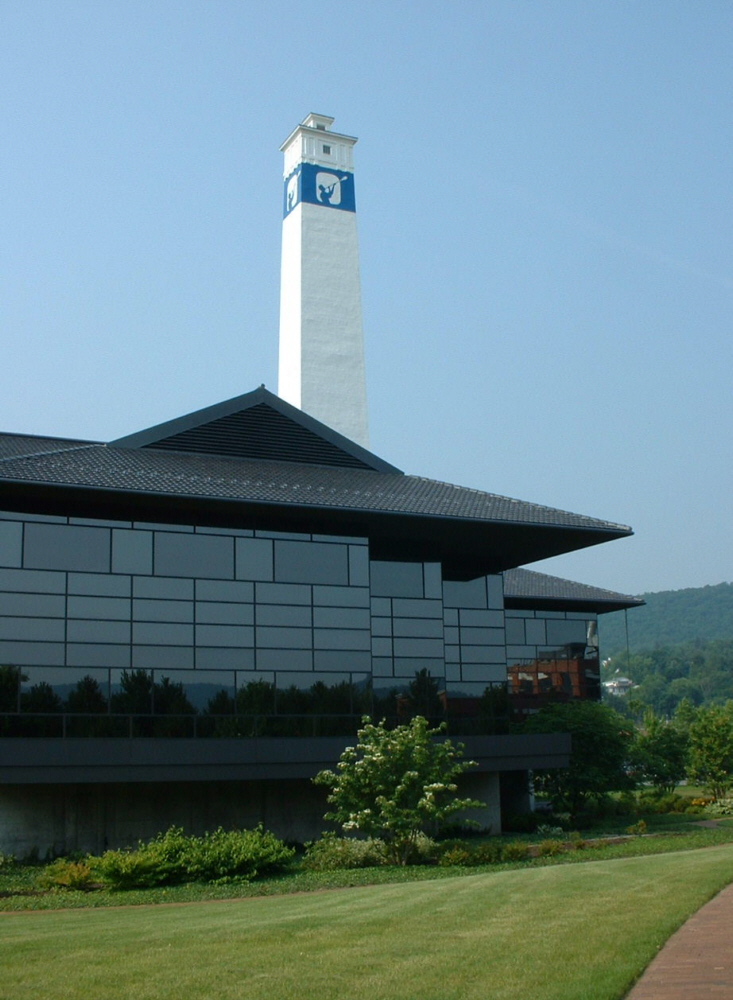
康寧位於美國紐約州康寧市的總部

康寧股份有限公司（英語：Corning Incorporated，簡稱康寧公司，：GLW）是一家美國特殊玻璃和陶瓷材料的製造商，1851年於美國麻薩諸塞州薩默維爾。1868年公司總部搬到紐約州的康寧市。基於150多年在材料科學和製程工藝領域的知識，康寧創造並生產出了眾多被用於高科技消費電子、移動排放控制、電信和生命科學領域產品的關鍵零件。

## 沿革
2013年10月23日康寧將收購與Samsung Display的液晶玻璃合資公司三星康寧精密材料 Samsung Corning Precision Materials（SCP）全數股權，而 Samsung Display 原先持有 SCP 公司 43% 的股權，並簽署了一項10年期液晶顯示器(LCD)面板玻璃供應協議。而作為交換，Samsung Display可能會持有康寧7.4%的股權，Samsung 將獲得面值19億美元的康寧可轉換優先股，並將額外斥資4億美元認購康寧增發的可轉換優先股。倘若這些優先股被轉換， Samsung 就將獲得康寧7.4%的股權。這批優先股將在7年後以每股20美元的價格轉換，而如果股價超過35美元，康寧也有權強制轉換。

## 貢獻
- 1879年，最先發明並製造出玻璃燈泡，使的愛迪生得以改良電燈泡。
- 1947年，最先發明並大規模製造出電視陰極射線管，使電視進入千家萬戶。
- 1970年，最先發明並製造出世界第一根光纖，使光纖通訊得以廣泛應用。

## 業務
康寧公司業務的五大市場領域包括
- 顯示科技 – 液晶顯示器、筆記型電腦及等電子產品所使用的玻璃基板
- 環境技術 – 汽車廢氣排放控制系統使用的陶瓷基板與過濾器
- 通訊科技 – 光纖、電纜及通訊設備
- 生命科學 – 藥物開發的光學生物感測器
- 特殊材料 – 為企業提供光學及特殊玻璃的解決方案
- 其他產品 – 為各個行業的目標客戶提供高性能的產品、材料和加工處理能力。

## 相關
- 大猩猩玻璃
- 蜗牛事件